# سوزان تدسکی
سوزان تِدِسکی (به انگلیسی: Susan Tedeschi) متولد ۱۹۷۰ در بوستون، ماساچوست، خواننده و نوازنده گیتار در سبک بلوز است. او چندین بار نامزد جایزهٔ گرمی شده‌است.
او به همراه شوهرش، درک تراکس  گروهی به نام Tedeschi Trucks band تأسیس کردند که در سال ۲۰۱۱ اولین آلبوم مشترک خود را به نام Revelator منتشر کرد.
تدسکی همچنین عضو هیئت داوران در هفتمین دورهٔ جایزهٔ سالانهٔ موسیقی ایندیپندنت بود.